# Erythrina hondurensis
Erythrina hondurensis är en ärtväxtart som beskrevs av Paul Carpenter Standley. Erythrina hondurensis ingår i släktet Erythrina och familjen ärtväxter. Inga underarter finns listade i Catalogue of Life.